# Sergiu Nedevschi
Sergiu Nedevschi (n. 9 octombrie 1951) este un inginer român, profesor la Universitatea Tehnică din Cluj-Napoca, membru corespondent al Academiei Române din 2016.